# Edward Killingworth Johnson
Pour les articles homonymes, voir Edward Johnson et Johnson.
Edward Killingworth Johnson né le 30 mai 1825 à Maryland Point, dans le quartier de Stratford, à Londres et mort le 7 avril 1896, est un peintre de genre, un illustrateur et un graveur britannique.
Ses tableaux mettent principalement en scène des petites ou des jeunes filles, qu'il peint à l'aquarelle et/ou à la gouache. En qualité d'illustrateur et de graveur, il collabora au The Graphic, et ses gravures furent reprises par Le Magasin pittoresque.
Il signe « E.K. Johnson ».